# Ruben Vardanian
Ruben Karleni Vardanian (arménien: Ռուբեն Կառլենի Վարդանյան, russe: Рубен Карленович Варданян), né le 25 mai 1968 à Erevan, URSS, est un banquier, homme d'affaires et homme politique russo-arménien. Proche du pouvoir russe, sa fortune est estimée à plus d'un milliard de dollars en 2021. Il est accusé par des ONG dans des affaires de corruption et blanchiment d'argent. Il est connu comme mécène dans le monde la culture et de l'éducation.
Ayant abandonné volontairement la nationalité russe, il devient ministre d'État de la République du Haut-Karabagh d'octobre 2022 à février 2023, avant d'être arrêté et jeté en prison par les forces azerbaïdjanaises lors de la guerre éclair de septembre 2023. En avril 2024, il a entamé une grève de la faim, et en juillet 2024, il était toujours emprisonné,.

## Biographie

### Homme d'affaires russe
Banquier d'investissement, Ruben Vardanian est un homme d'affaires important dans la Russie des années 1990 et 2000, proche du Kremlin. Il est cofondateur, en 1991, à Moscou de la banque d'affaires Troika Dialog, rachetée en 2011 par la banque russe Sberbank. Il est impliqué dans un scandale de blanchiment d'argent lié à cette banque, révélé par l'OCCRP en 2019, appelé le lavomatic Troïka,. Alors que Vardanian était président du directoire entre 2003 et 2011, lui et sa femme auraient perçu des centaines de milliers d'euros par l'intermédiaire de sociétés écran offshore.
Par la suite, il fonde ou cofonde diverses sociétés d'investissement bancaire et immobilier et de gestion du patrimoine. En 2020, l'ONG Fondation anticorruption créée par Alexeï Navalny publie une enquête sur une des sociétés de Vardanian, Santerna Holdings Limited. Celle-ci aurait surfacturé pour plusieurs millions de dollars de prises d'actif dans une société immobilière appartenant à la femme de Roustam Minnikhanov, président du Tatarstan. Selon l'ONG cela est une forme de pot-de-vin, ce que Vardanian dément.
Durant les années 2010, Vardanian est également membre du conseil d'administration de nombreuses entreprises russes dont Kamaz, ainsi que membre exécutif de conseil consultatif de nombreuses autres dont AvtoVAZ, Novatek, Soukhoï ou encore Marsh & McLennan Companies et la Bourse de Moscou.
Devenu milliardaire durant les années 2010 selon Forbes, il s'implique dans des projets philanthropiques à l'égard des jeunesses russe et arménienne. Il est à l'origine de la création de l' École de management Skolkovo de Moscou en 2006 ainsi que de celle du lycée international de Dilidjan rattaché au réseau United World Colleges, en 2014. Dans le monde de la culture, il est mécène du musée Pouchkine, de l'Orchestre national de Russie et du American Russian Youth Orchestra. Son IDea Foundation finance la restauration de patrimoine culturel et religieux dans les pays du Caucase : le monastère de Tatev en Arménie, l'église Saint-Georges de Tbilissi en Géorgie en 2015, l'église Sainte-Mère de Dieu de Mushkapat en 2017 et la mosquée Yukhari Govhar Agha de Chouchi en 2019, toutes deux situées au Haut-Karabagh. En 2014, il crée avec Noubar Afayan et Vartan Gregorian le Prix Aurora pour l'éveil de l'humanité.
En avril 2024, il est nommé pour le prix Nobel de la paix pour ses activités dans le domaine de l'éducation, des sciences, du développement économique et de l'aide humanitaire.
En avril 2024, Vardanian a entamé une grève de la faim qui a duré environ 20 jours pour exiger sa libération de sa détention illégale par le gouvernement azerbaïdjanais. Pendant sa grève de la faim, il a été soumis à des tortures,,,.

### Engagement politique en Arménie et au Haut-Karabagh
En 2021, Ruben Vardanian acquiert la nationalité arménienne. Il affirme avoir décidé de venir vivre en Arménie par patriotisme et vouloir s'impliquer dans la vie politique à la suite de la guerre de 2020 au Haut-Karabagh. En 2022 il déménage au Haut-Karabagh et affirme ne plus être citoyen russe. En novembre 2022, il devient ministre d'État de la République d'Artsakh (poste équivalent à celui de Premier ministre) sur proposition du président Arayik Haroutiounian qui lui confère selon ses dires des pouvoirs élargis. Vardanian est, sous la pression de l'Azerbaïdjan, limogé en février 2023, en échange de l'entrée de convois d'aide humanitaire lors du blocus du Haut-Karabagh.
Après la capitulation du Haut-Karabagh, Vardanian est arrêté au niveau du corridor de Latchine en septembre 2023 par les forces armées azerbaïdjanaises. Il est inculpé pour « financement du terrorisme » et « franchissement illégal de frontière » et incarcéré sans procès ni procédure régulière. Des personnalités internationales telles que l'ancien footballeur Henrikh Mkhitaryan et les sénateurs américains Edward J. Markey et Bill Cassidy ont appelé à la libération de Vardanian de son emprisonnement illégal,. Il commence une grève de la faim en avril 2024.
En octobre 2024, le tribunal de Bakou a prolongé indéfiniment la détention de Vardanyan. Les avocats de Vardanyan ont engagé une action en justice à Bakou, alléguant qu'il avait été torturé pendant sa captivité et privé du droit à un procès rapide.
En décembre 2024, l'avocat américain de Vardanyan, Jared Genser, s'est vu refuser l'entrée en Azerbaïdjan pour voir son client. Il a déclaré que cette interdiction sapait la crédibilité du démenti de Bakou concernant les mauvais traitements infligés à Vardanyan en détention.

## Sanctions liées à la guerre en Ukraine
En février 2022, à la suite de l'invasion russe de l'Ukraine, Ruben Vardanian est placé sur une liste de personnes soumises à des sanctions par le gouvernement ukrainien. La raison en est son appartenance au conseil d'administration de Volga-Dnepr Airlines, une société de fret aérien ayant participé au transport des soldats russes.
En janvier 2022, Ruben Vardanyan apparait sur la liste des personnes que l'administration Biden envisageait de soumettre à des sanctions dans la résolution 6422 de la Chambre des représentants, officiellement connue sous le nom de « Putin Accountability Act » (loi sur la responsabilité de Poutine), l'homme d'affaires étant un proche du président russe. Quelques mois plus tard Vardanian renonce à la nationalité russe et part en Arménie puis au Haut-Karabagh pour embrasser une carrière politique. Certains observateurs y voient une fuite des sanctions liées à l'Ukraine, ce que Vardanian réfute. D'autres y voient une opération commandée par Moscou visant à saborder tout processus de paix au Haut-Karabagh ou à vassaliser l'Arménie en la rattachant à la Russie, allégations également réfutées par Vardanian.

## Prix et distinctions
- Businessman de l'année, par la Chambre américaine de commerce en Russie, 1999[39].
- Meilleur chef d'entreprise sur le marché des capitaux russe, magazine Career, 2000 et 2001[39].
- Parmi les « 25 étoiles montantes de la nouvelle génération » du magazine Fortune, 2001[40].
- Entrepreneur de l'année, Ernst & Young, 2004[40].
- Homme de l'année, magazine GQ Russie, 2010[40].
- Ordre de Saint Mesrop Mashtots, république d'Arménie, 2011[39].
- Ordre de Saint Grégoire l'Illuminateur, Église apostolique arménienne, 2013[39].
- Prix présidentiel pour la contribution au développement de l'éducation, Academy of International Business, 2018[39].
- Prix de Search for Common Ground pour les réalisations en matière de résolution des conflits, de négociation, de renforcement des communautés et de consolidation de la paix, 2018[39].